# Rimini Baseball Club 2018
Il Rimini Baseball Club ha preso parte alla Serie A1 2018.

## Divise e sponsor
Lo sponsor tecnico è Erreà. Al centro di tutte e tre le divise figura la dicitura Rimini.
| Prima | Seconda |

## Roster
- gli stranieri senza passaporto comunitario convocati per la Champions Cup (al massimo tre per regolamento) sono stati Ruíz, Durán e Romero
- il 2 luglio è stato tagliato Phildrick Llewellyn[1]
- contemporaneamente al taglio di Llewellyn, sono stati ufficializzati gli ingaggi di Gustavo Molina e di Giovanni Garbella[1]

## Organigramma
Area direttiva
- Presidente: Simone Pillisio
- Vice presidente: Orlando Garbella

Area organizzativa
- Team manager: Filippo Crociati

Area comunicazione
- Ufficio stampa: Simone Drudi

Area tecnica
- Manager: Paolo Ceccaroli
- Pitching coach: Pier Paolo Illuminati
- Bench coach: Elio Gambuti
- Coach: Gary Villalobos, Paolo Siroli, Andrea Palumbo

Area sanitaria
- Medico sociale: Dott. Andrea Pellegrini
- Preparatore atletico: Paolo Buzzoni
- Fisioterapista: Roberto Zani, Alberto De Carli